# بالگردگاه بیمارستان مرسی
بالگردگاه بیمارستان مرسی (به انگلیسی: Mercy Hospital Heliport) یک فرودگاه خصوصی است. این فرودگاه در شهر رسبورگ، اورگن کشور ایالات متحده آمریکا قرار دارد و در ارتفاع ۱۵۰ متری از سطح دریا واقع شده‌است.